# 汗乌拉区
汗乌拉区是蒙古国乌兰巴托市辖区。

## 简介
汗乌拉区是乌兰巴托市的区（дүүргүүд）之一，位于乌兰巴托市南部。“汗乌拉”的意思是“汗山”，因当地的博克多汗山（Bogd Khan Uul）而得名。1965年4月14日，蒙古人民共和国大人民呼拉尔主席团第79次会议决定设立“劳动者区”（Ажилчны район）。下辖第1至第18分区，涵盖乌兰巴托市南部的工业区和居民区。1992年撤销劳动者区，设立汗乌拉区。起初下辖12个分区（хороодод），后改为16个分区。
1992年时约有14900户居民。2008年人口94670人，面积484.7平方公里。2010年人口109194人。2011年人口119843人，共31517户。